# Sự kiện thiên thể

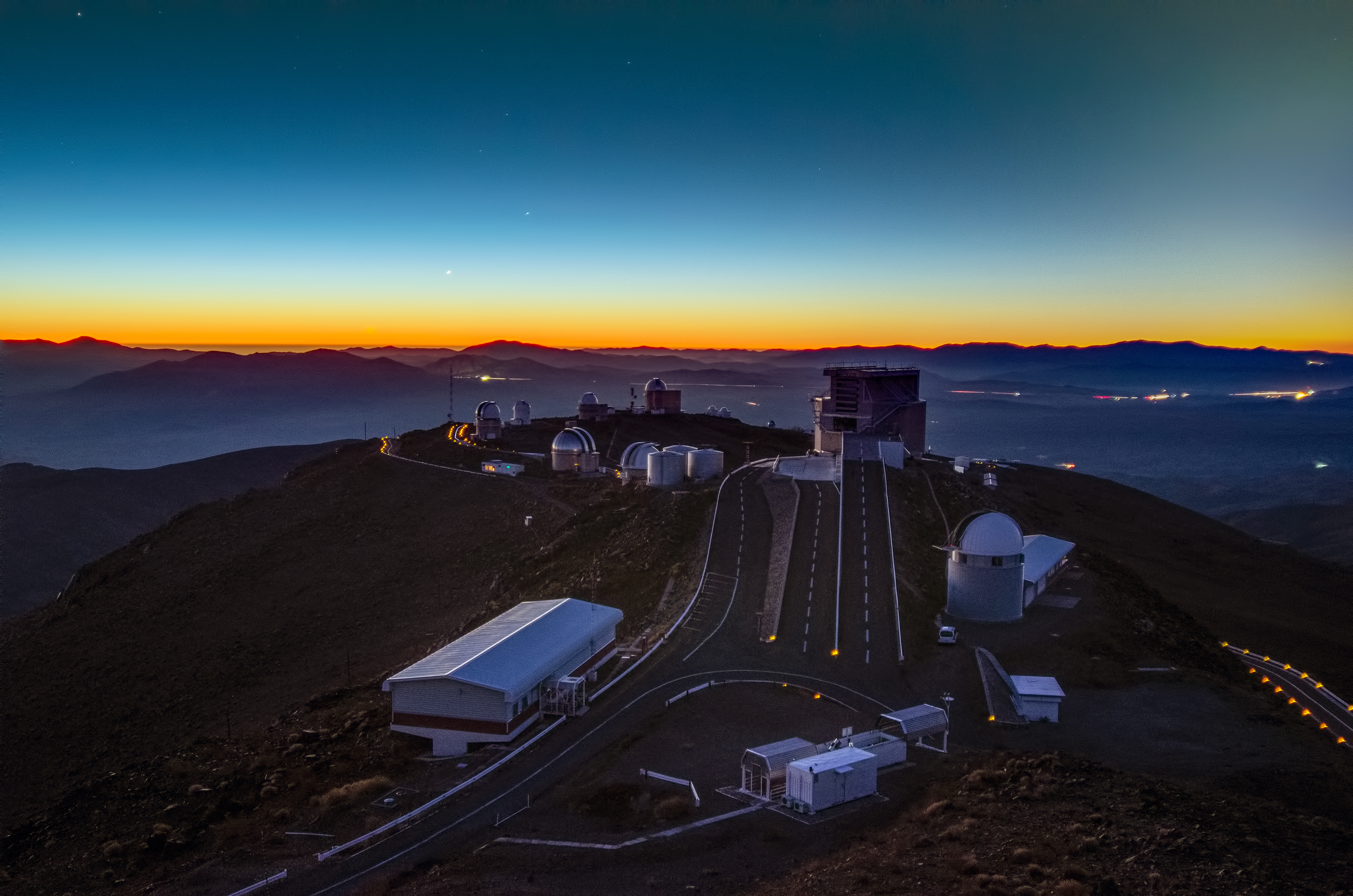
Sự thẳng hàng của ba hành tinh trên đỉnh Đài quan sát La Silla

Sự kiện thiên thể là hiện tượng thiên văn được quan tâm có liên quan đến một hoặc nhiều thiên thể. Một số ví dụ về sự kiện thiên thể là giai đoạn theo chu kỳ của Mặt Trăng, nhật thực và nguyệt thực, quá cảnh và che khuất, xung đối và hội tụ của các hành tinh, mưa sao băng, và sao chổi bay qua, điểm chí và điểm phân.